# Yamaguchi (Nagano)
Yamaguchi (山口村 Yamaguchi-mura?) fue una villa ubicada en el Distrito de Kiso, prefectura de Nagano, Japón. Fue creado el 1 de enero de 1959. El 13 de febrero de 2005 se fusionó con la ciudad de Nakatsugawa en la prefectura de Gifu.

Localización de Yamaguchi (visto desde Gifu).

Al 1 de febrero de 2005, la villa tuvo una población estimada de 2.044 personas. El área total era de 24,67 km².
- Datos: Q3075436